# Louis Salica
Louis Salica (n. 16 noiembrie 1912, New York City, New York, SUA – d. 30 ianuarie 2002, New York City, New York, SUA) a fost un boxer ce a reprezentat Statele Unite ale Americii, medaliat olimpic. A participat la o ediție a Jocurilor Olimpice (1932) în care a câștigat o medalie de bronz.

## Participări
Lista de mai jos prezintă principalele competiții la care a participat Louis Salica de-a lungul carierei.
- boxing at the 1932 Summer Olympics – flyweight[*]